# جامعة نورث إيسترن
جامعة نورث إيسترن (تُختصر NU أو NEU) هي جامعة بحثية خاصة في بوسطن، ماساتشوستس. تأسست الجامعة عام 1898، وتقدم برامج البكالوريوس والدراسات العليا في حرمها الجامعي الرئيسي في بوسطن بالإضافة إلى الحرم الجامعي الإقليمي في شارلوت بولاية نورث كارولينا؛ سياتل، واشنطن؛ سان خوسيه، كاليفورنيا؛ سان فرانسيسكو، كاليفورنيا؛ تورنتو وفانكوفر وبورتلاند بولاية مين. في عام 2019، اشترت الجامعة الكلية الجديدة للعلوم الإنسانية في لندن بإنجلترا. يبلغ عدد المسجلين في الجامعة حوالي 18000 طالب جامعي و8000 طالب دراسات عليا. وهي مصنفة ضمن «R1: دكتوراه جامعات - نشاط بحثي مرتفع للغاية».
تتميز الجامعة ببرنامج تعليمي تعاوني، يُعرف أكثر باسم "co-op"، والذي يدمج الدراسة في الفصل مع الخبرة المهنية ويحتوي على أكثر من 3100 شريك عبر جميع القارات السبع. كان البرنامج جزءًا أساسيًا من منهج الجامعة للتعلم التجريبي لأكثر من مائة عام وهو أحد أكبر برامج التدريب التعاوني / الداخلي في العالم. على الرغم من أنه ليس مطلوبًا من الطلاب من جميع التخصصات الأكاديمية المشاركة في البرنامج التعاوني، إلا أن المشاركة شبه عالمية بين الطلاب الجامعيين لأنها تساعد في تمييز تجربتهم الجامعية عن تجربة الجامعات الأخرى. يوجد في الجامعة أيضًا برنامج شامل للدراسة بالخارج يمتد على أكثر من 170 جامعة وكلية.
الجامعة بها نسبة كبيرة للغاية من الطلاب الساكنين بها، حيث يختار معظم الطلاب العيش في الحرم الجامعي ولكن يتمتع الطلاب الكبار بخيار العيش خارج الحرم الجامعي. يتلقى أكثر من 76% من طلاب الجامعة شكلاً من أشكال المساعدة المالية. في العام الدراسي 2019-20، خصصت الجامعة 296.2 مليون دولارًا في شكل منح دراسية.
تتنافس الفرق الرياضية بالجامعة في القسم الأول من NCAA كأعضاء في الجمعية الرياضية (CAA) في 18 رياضة جامعية. تتنافس فرق الهوكي للرجال والسيدات في الهوكي الشرقي، بينما تتنافس فرق التجديف للرجال والسيدات في الرابطة الشرقية لكليات التجديف (EARC) والرابطة الشرقية لكليات التجديف النسائية (EAWRC)، على التوالي. فازت سباقات المضمار والميدان للرجال بجائزة CAA في عامي 2015 و2016. في عام 2013، فازت كرة السلة للرجال بأول بطولة CAA للموسم العادي، وفازت كرة القدم للرجال بلقب CAA لأول مرة، وفازت لعبة هوكي الجليد للسيدات ببطولة Beanpot رقم 16. فاز فريق هوكي نورث إيسترن للرجال بسباق بينبوت 2018 و2019 و2020، متغلبًا على جامعة بوسطن وكلية بوسطن وهارفارد.

## البرامج الأكاديمية
تقدم الجامعة تخصصات جامعية في 65 قسمًا. على مستوى الدراسات العليا، هناك حوالي 125 برنامجًا. التعليم في الجامعة متعدد التخصصات مع ريادة الأعمال. يرتكز الأكاديميون في الجامعة على تعليم الفنون الحرة ودمج الدراسات الصفية مع فرص التعلم التجريبي، بما في ذلك التعليم التعاوني، وأبحاث الطلاب، وتعلم الخدمة، والخبرة العالمية، بما في ذلك الدراسة في الخارج والتعاون الدولي.
يضع برنامج التعليم التعاوني بالجامعة حوالي 5000 طالب سنويًا مع أكثر من 3000 صاحب عمل تعاوني في بوسطن، عبر الولايات المتحدة، وحول العالم. في عام 2014، منحت College Prowler الجامعة تصنيفًا "A +" لجودة الفصول والأساتذة والبيئة الأكاديمية بشكل عام.

### حجم فصل البكالوريوس
| أقسام الفصل | 2-9 | 10-19 | 20-29 | 30-39 | 40-49 | 50-99 | 100+ |
| ----------- | --- | ----- | ----- | ----- | ----- | ----- | ---- |
|             | 12٪ | 55٪   | 7٪    | 10٪   | 9٪    | 5٪    | 2٪   |

### المنظمات الطلابية
تقدم الجامعة للطلاب الفرصة للانضمام إلى مختلف المنظمات العرقية والثقافية والسياسية جنبًا إلى جنب مع العديد من جمعيات الشرف ومجموعات الاهتمامات الخاصة والأخويات والجمعيات النسائية.

## الحرم الجامعي

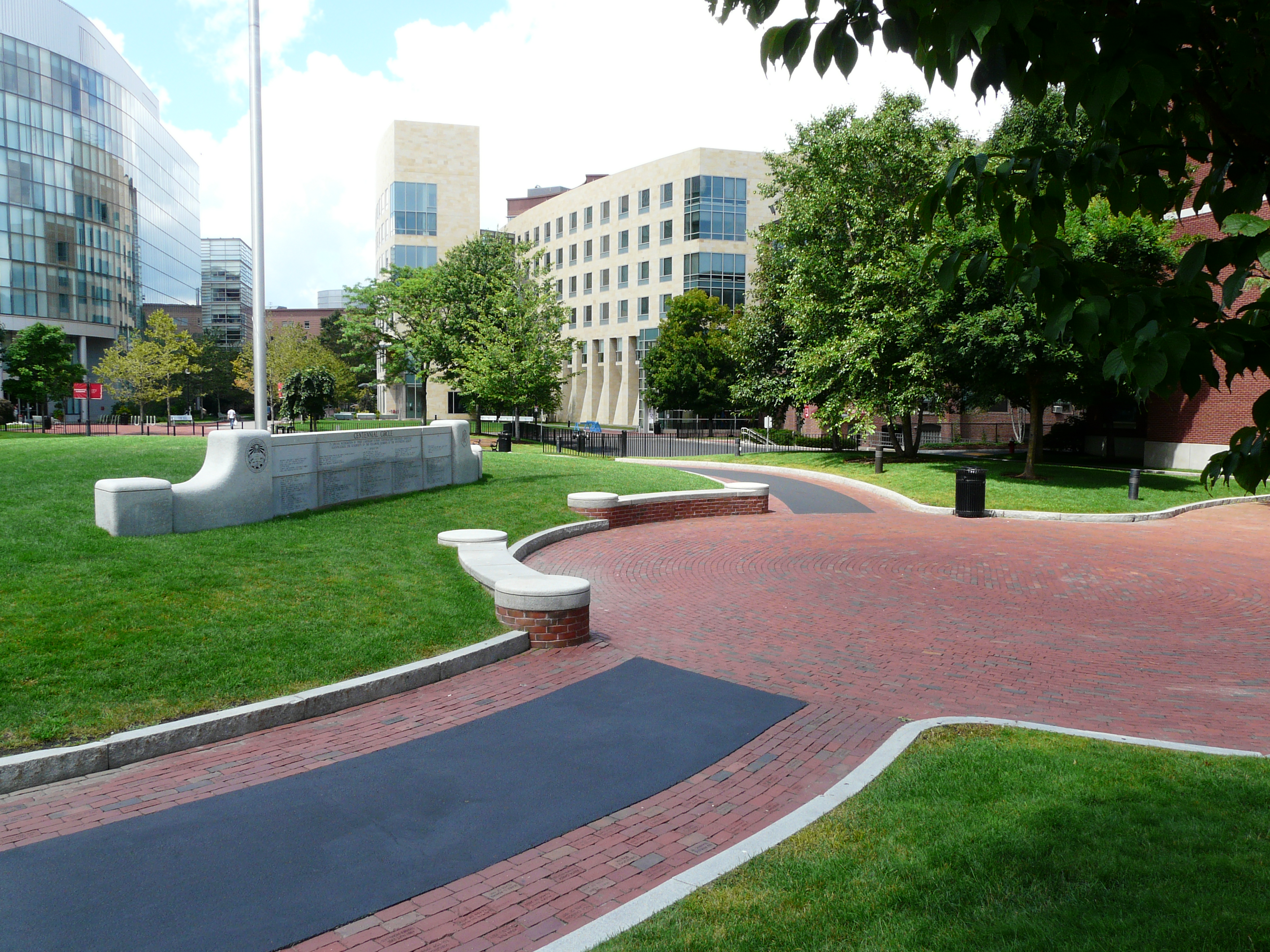
المئوية المشتركة في عام 2008

تقع الجامعة في أحياء Fenway وRoxbury وSouth End وBack Bay في بوسطن المجاورة لشارع Huntington بالقرب من متحف الفنون الجميلة وقاعة السمفونية. تُعرف المنطقة أيضًا باسم منطقة فينواي الثقافية.

### المباني البارزة

#### الصالات السكنية
تختلف القاعات السكنية في نورث إيسترن بشكل كبير من المباني السكنية السابقة المنخفضة الارتفاع في بوسطن إلى المهاجع الشاهقة المبنية لهذا الغرض. تتنوع القاعات السكنية في الحجم من 50 طالبًا إلى 1000 طالب لكل مبنى.
عادةً ما يتم تقسيم طلاب السنة الأولى إلى مجموعات تسمى مجتمعات التعلم الحية والتي تضع الطلاب في تخصصات أو اهتمامات أو هوايات معينة معًا.

#### القرية الشرقية
القرية الشرقية هو أحدث مبنى سكن في نورث إيسترن ولا يضم سوى الطلاب الجدد والطلاب الكبار الذين هم في برنامج الشرف الجامعي. يقع المبنى في 291 شارع سانت بوتولف وافتتح في يناير 2015. يعيش الطالب المتفوق في غرفه المصممة على طراز الأجنحة، في حين أن كبار الشخصيات يمكنهم اختيار شقق كاملة مع مرافق المطبخ. يحتوي المبنى أيضًا على 5 فصول دراسية في الطابق السفلي ومساحة للفعاليات في الطابق 17.

#### القرية الغربية

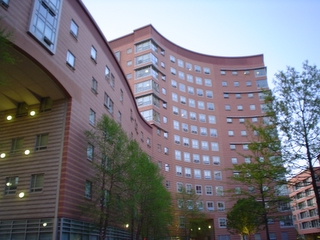
القرية الغربية

يضم مجمع القرية الغربية ثمانية مبانٍ تستخدم بشكل رئيسي كقاعات سكنية وفصول دراسية.
- مبنى أ (افتتح عام 1999): صالة سكن (قسمين غرب القرية أ شمال وجنوب).
- المبنى B (تم افتتاحه عام 2001): صالة الإقامة.
- المبنى C (تم افتتاحه عام 2001): قاعة الإقامة (عدة طوابق لطلاب الشرف المتفوقين) وفصل دراسي واحد.
- المبنى D - مركز العلوم الصحية بهراكيس (افتتح عام 2002): فصول دراسية ومختبرات
- المبنى E (تم افتتاحه عام 2002): صالة الإقامة.
- المبنى G (افتتح عام 2004): صالة سكنية وعدة فصول دراسية.
- المبنى H (تم افتتاحه عام 2004): صالة الإقامة. مفتوح للطلاب الذين تزيد أعمارهم عن 21 عامًا. غرف مفردة فقط. إنه المقر الجديد لكلية خوري لعلوم الكمبيوتر (عدة فصول دراسية ومكاتب ومختبرات كمبيوتر). تم حجز المبنى H في الأصل للطلاب المتفوقين، ولكن تم إلغاء هذه القاعدة.
- المبنى F (تم افتتاحه عام 2006): قاعة الإقامة لطلاب الطبقة العليا، الفصول الدراسية، معهد John D. O'Bryant الأفريقي الأمريكي، مركز زوار القبول.

### ماثيوز ارينا

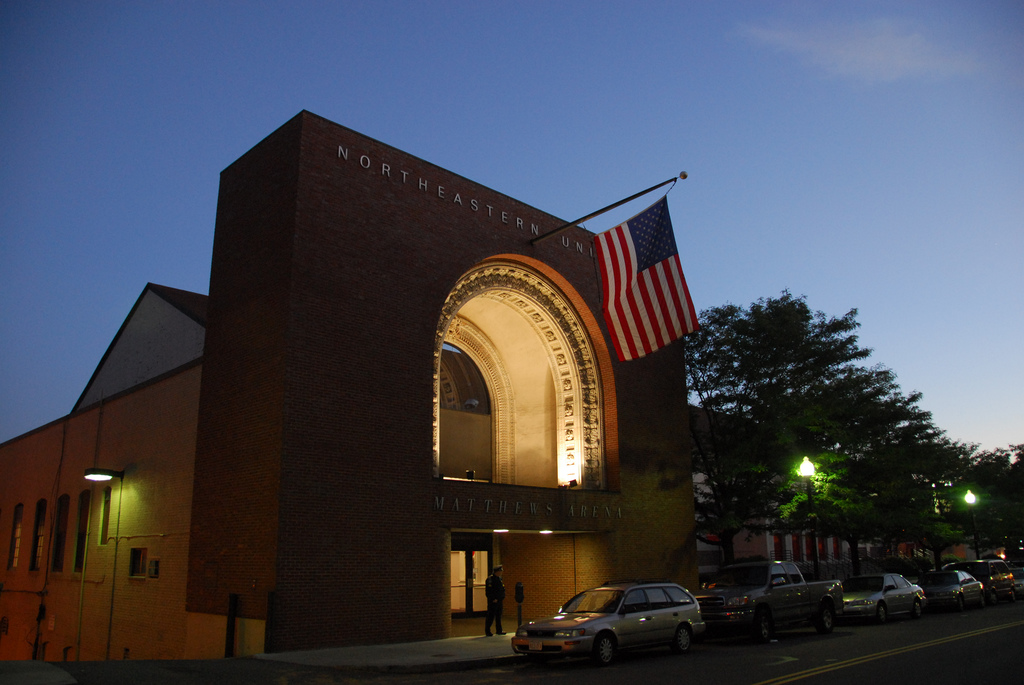
ماثيوز أرينا، موطن فريقي كرة السلة والهوكي بالمدرسة

افتُتح ماثيوز أرينا في عام 1910 وكان يُعرف في الأصل باسم ملعب بوسطن أرينا، وهو أقدم ملعب داخلي لهوكي الجليد في العالم. تقع على الحافة الشرقية لحرم الجامعة، وهي موطن لفرق الهوكي للرجال والسيدات الجامعة وفريق كرة السلة للرجال بالإضافة إلى فريق الهوكي للرجال. تم تسمية الساحة على اسم الرئيس السابق لمجلس الأمناء جورج جيه ماثيوز وزوجته الراحلة هوب إم ماثيوز.

### مرافق المكتبة
حصلت مكتبات الجامعة على تصنيف الإيداع الفيدرالي في عام 1963. كمستودع انتقائي، تتلقى المكتبات 45% من سلسلة المطبوعات الفيدرالية المتاحة للمكتبات الوديعة.
في يونيو 2016، اعتمد موظفو المكتبة سياسة الوصول المفتوح لجعل البحث المهني لأعضائها متاحًا للجمهور عبر الإنترنت.

## خريجون وأعضاء هيئة تدريس بارزون

### خريج بارزون
- أندرو اليسار، بائع ناشط
- مو كوان، عضو مجلس الشيوخ الأمريكي (دينار)
- جين كيرتن، «ساترداي نايت لايف» عضوة وممثلة (لم تتخرج)
- بيتي دويتش (ني رابين، مواليد 1989)، يهودي أرثوذكسي متشدد أميركي-إسرائيلي ماراثون عداء (ماجستير)
- ريتشارد إيغان، رجل أعمال سابق سفير الولايات المتحدة في أيرلندا
- مايكل ج. إبستين، صانع أفلام وموسيقي وكاتب
- شون فانينغ، الشريك المؤسس لنابستر (انسحب)
- ديفيد فيرييرو، العاشر أرشيف الولايات المتحدة (2009 حتى الآن)
- توبي فوكس، موسيقي ومطور ألعاب فيديو.
- جون جيلس، موسيقي
- ماجي حسن، حاكم ولاية نيو هامبشاير وعضو مجلس الشيوخ الأمريكي (دينار)
- مورا هيلي، المدعي العام في ولاية ماساتشوستس (دينار)
- كورتني هانت، مخرج وكاتب سيناريو مرشح لجائزة الأوسكار
- ستيفن لانغتون، الأولمبي الأمريكي (مزلقة الزلاجة) '10 '14 '18، الحاصل على الميدالية الفضية الأولمبية (مزلقة الزلاجة) '14 (رجلان و4 رجال)
- إيلاد ليفي دكتوراه، ماجستير في إدارة الأعمال، أستاذ ورئيس قسم جراحة المخ والأعصاب في جامعة بوفالو.
- ريجي لويس، لاعب كرة سلة
- ديفيد مارسيانو، ممثل (ترك الدراسة)
- رونالدو مشوار، الرئيس التنفيذي والشريك المؤسس لشركة سوق دوت كوم
- باتريس أونيل، ممثل كوميدي
- جيمس بالوتا، ملياردير
- جون أو. باستوري، عضو مجلس الشيوخ الأمريكي وحاكم ولاية رود آيلاند (ليسانس الحقوق)
- كارلوس بينيا، لاعب بيسبول
- دان روس، الرابطة الوطنية لكرة القدم All-Pro
- بيتينا سانتو دومينغو، مخرجة
- فون تايلور، ممثل
- شون تومسون، بطل العالم سيرفر

- مايكل دوكاكيس، حاكم سابق لماساتشوستس، مرشح رئاسي ديمقراطي في عام 1988، أستاذ العلوم السياسية
- ماتياس فيليزن، مؤلف كتاب «كيفية تصميم البرامج»، أستاذ علوم الكمبيوتر
- ماري فلورنتين، أخصائية صوت نفسية، أستاذة ماثيوز المتميزة
- بران ناث، مطور مشارك لنظرية الجاذبية الفائقة

## روابط خارجية
- الموقع الرسمي
- موقع ويب جامعة نورث إيسترن لألعاب القوى